# Dolichopeza berrimilla
Dolichopeza berrimilla är en tvåvingeart som beskrevs av Günther Theischinger 1993. Dolichopeza berrimilla ingår i släktet Dolichopeza och familjen storharkrankar. Inga underarter finns listade i Catalogue of Life.